# Opercolo (pesci)
L'opercolo branchiale (operculum) è una copertura ossea della cavità branchiale nei pesci ossei (Osteichthyes).

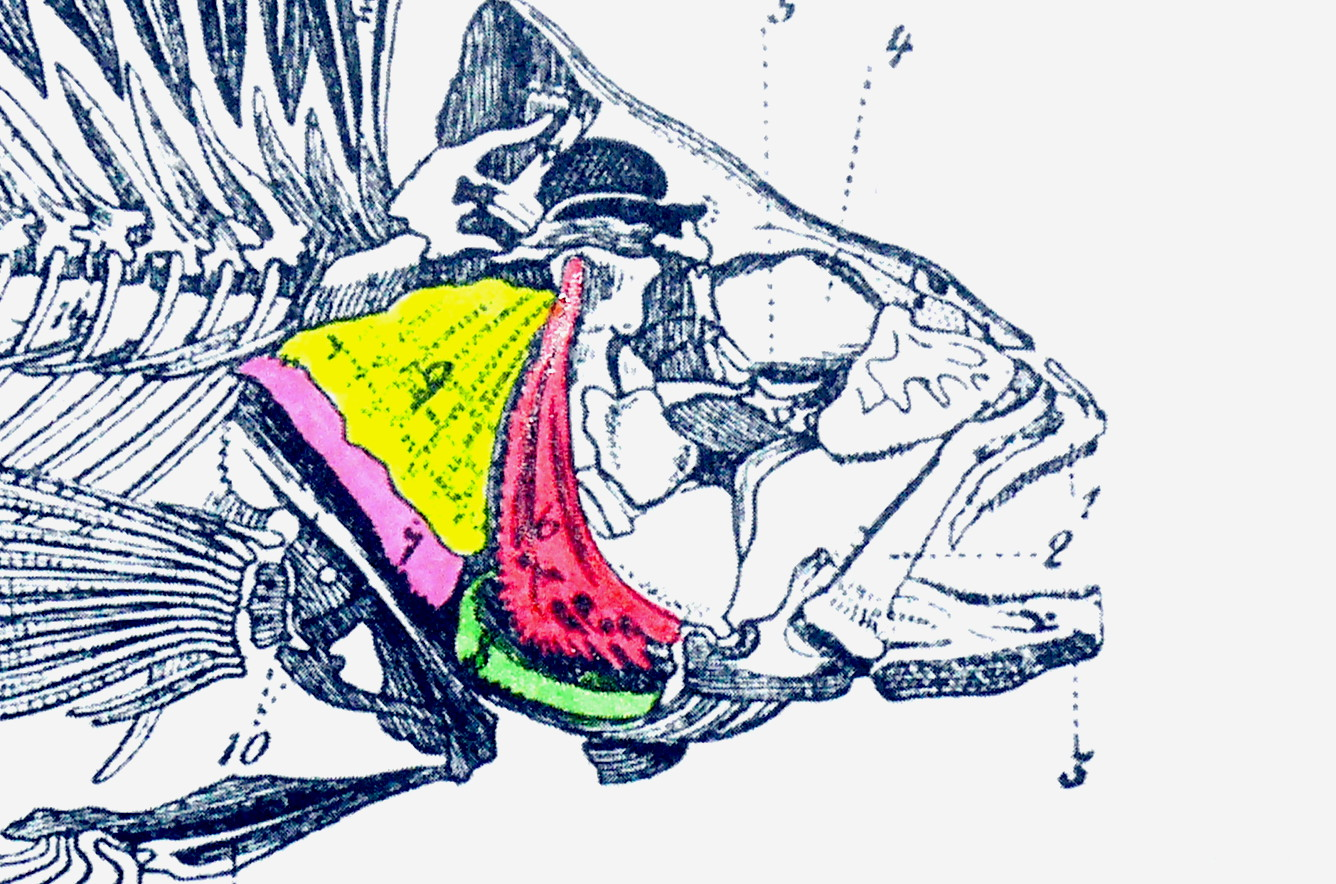
Le ossa della serie opercolare in un pesce persico: opercolare (giallo), preopercolare (rosso), interopercolare (verde) e subopercolare (rosa). Il preopercolare non è un effettivo componente dell'opercolo branchiale dei pesci ossei.

L'opercolo branchiale è costituito da tre ossa distinte: opercolare, subopercolare e interopercolare. Il preopercolare, come indica il nome, situato «davanti all'opercolo branchiale», non appartiene funzionalmente a quest'ultimo, ma costituisce il punto di appoggio o il cardine dei suoi movimenti. Il punto di appoggio posteriore è rappresentato dalla cintura scapolare.
Attraverso l'allontanamento laterale degli opercoli branchiali e l'abbassamento del pavimento orale, il volume della cavità branchiale aumenta. Il conseguente sottovuoto provoca l'aspirazione di acqua attraverso la bocca contemporaneamente aperta. Le fessure branchiali vengono sigillate dalle membrane branchiali. Quando gli opercoli si chiudono e il pavimento orale si solleva, la cavità branchiale si riduce e l'acqua respiratoria viene espulsa passando accanto alle branchie, che assorbono l'ossigeno, attraverso le fessure branchiali. Poiché la cavità orale e le due cavità branchiali si espandono e si restringono con un leggero sfasamento temporale, sulle branchie può scorrere un flusso d'acqua quasi continuo (in controcorrente rispetto al flusso sanguigno). I filamenti branchiali non pendono passivamente nella corrente d'acqua, ma agiscono essi stessi come valvole di non ritorno.
Lembi cutanei simili a opercoli branchiali sono già presenti nelle chimere, appartenenti ai pesci cartilaginei, mentre squali e razze non possiedono una cavità branchiale esterna. Nell'acantode Climatius ogni singola fessura branchiale era dotata di un piccolo opercolo, mentre negli acantodi più evoluti, come Acanthodes, vi era un unico opercolo comune a tutti gli archi branchiali. In alcuni casi l'opercolo si è successivamente ridotto nuovamente, come nel caso delle murene, dei pesci palla (Tetraodontidae) e dei pesci luna (Molidae). In questi casi, è il pavimento orale ad assume la funzione di pompa.